# Tigran Kotanjian
Tigran Kotanjian (armenisch Տիգրան Քոթանջյան; * 1. September 1981 in Jerewan) ist ein armenischer Schachspieler, der seit Juli 2006 den Titel eines Großmeisters trägt. 
Beantragt worden war sein Großmeister-Titel im Juni 2006, er konnte ihm aber erst einen Monat später verliehen werden, als er die notwendige Elo-Zahl erreicht hatte. Die Normen für den GM-Titel erzielte Tigran Kotanjian im März 2006 bei der armenischen Einzelmeisterschaft und nur drei Wochen später bei der Europameisterschaft in Kuşadası.
2007 gewann er mit Bank King Jerewan die armenische Mannschaftsmeisterschaft.
Zu seinen Turniererfolgen zählen Siege beim Dubai Open 2009 (nach Wertung vor Dmitri Botscharow und Aschot Anastassjan) sowie dem Asrian Memorial in Dschermuk 2010 und 2011. Das internationale Open in Beirut gewann er im April 2012 und im Mai 2013. Im Januar 2014 gewann er dank besserer Wertung vor Robert Howhannisjan die armenische Landesmeisterschaft in Jerewan. Obwohl er in der nationalen Rangliste nur auf Platz 18 steht, wurde er daraufhin in die Nationalmannschaft für die Schacholympiade 2014 berufen. Kotanjian war bereits 2010 für die Mannschaftsweltmeisterschaft in Bursa als zweiter Reservespieler der armenischen Mannschaft gemeldet worden, blieb aber ohne Einsatz.
Kotanjians Hobby ist die Bienenzucht.